# Gunno Klingfors
Nils Gunno Klingfors, född 26 december 1952, är en svensk musiker, musikproducent och musikvetare.
Klingfors är främst inriktad på uppförandepraxis under 1600- och 1700-talen. Han blev filosofie doktor i musikvetenskap vid Göteborgs universitet 1991 med avhandlingen Bach går igen: källkritiska studier i J S Bachs uppförandepraxis.
Hans TV-program Klassiska typer har sänts och repriserats i SVT. Han har även gjort en serie radioprogram för barn om 1600-talsmusik, Pest-Ester och Slang-Bella.
Retro.nu är en webbplats om musikhistoria som leds av Klingfors. Projektet bygger på Gunno Klingfors musikhistoriska radioserie från 2002 och boken/CD:n retro.nu.